# گئورگی بیژف
گئورگی بیژف (بلغاری: Георги Бижев؛ زادهٔ ۶ ژوئیهٔ ۱۹۸۱) بازیکن فوتبال اهل بلغارستان است.
از باشگاه‌هایی که در آن بازی کرده است می‌توان به باشگاه فوتبال گومل اشاره کرد.